# Devitalizzazione

Operazione di devitalizzazione: dente malato o danneggiato, trapanazione e pulitura, eliminazione di vasi e nervi fino all'apice del dente con lime canalari ("file" endodontici), riempimento con guttaperca e copertura con corona protesica (capsula)

Una devitalizzazione è un'operazione odontoiatrica che consiste nell'asportare la polpa di un dente.
È un'operazione chirurgica eseguibile da dentisti abilitati. Data la complessità della materia, in genere da specialisti della chirurgia endodontica.
La devitalizzazione segue i sintomi quali un'ipersensibilità a stimolazione esterna (freddo, caldo; con minore frequenza e intensità: dolce, salato, masticazione in genere) con dolenzia secondaria. Questi sintomi, sicuramente il dolore a seguito degli stimoli del caldo, indicano a volte una pulpite, che è raramente reversibile. Ulteriori sintomi sono la sensibilità del dente nella parte bassa e in quella laterale a leggeri e ripetuti battiti di un attrezzo di metallo, oppure la sensibilità, provata su altri denti e lì riscontrata maggiore, al contatto con il cotone imbevuto di ipoclorito (o altro acido disinfettante).
Trascorse 3-4 settimane, se il dolore persiste, si rende necessario un intervento per evitare che l'infiammazione dia origine ad un ascesso alveolare o ad un granuloma (che può attivarsi ed entrare in fase ascessuale).
Se il dolore cessa da sé senza alcun intervento, è opportuno un esame RX per verificare l'assenza di necrosi.
Il dolore talora è dovuto all'otturazione di una carie non eseguita correttamente, che si può limare o tentare una migliore applicazione di sottofondo, oppure rimuovere e sostituire con un'altra, se non è troppo vicina al nervo del dente. Può infatti accadere che, tra la dentina e l'otturazione, venga intrappolata o si formi per fermentazione di sostanze residuali una microbollicina d'aria che si espande nei tubuli dentinali provocando dolore. Altre volte capita che l'adesivo per il composito (a base di metacrilato) non si polimerizzi bene e irriti la polpa.
Un altro tentativo che si può effettuare è l'utilizzo di dentifrici e collutori iperfluorati e desensibilizzanti.

## Metodica

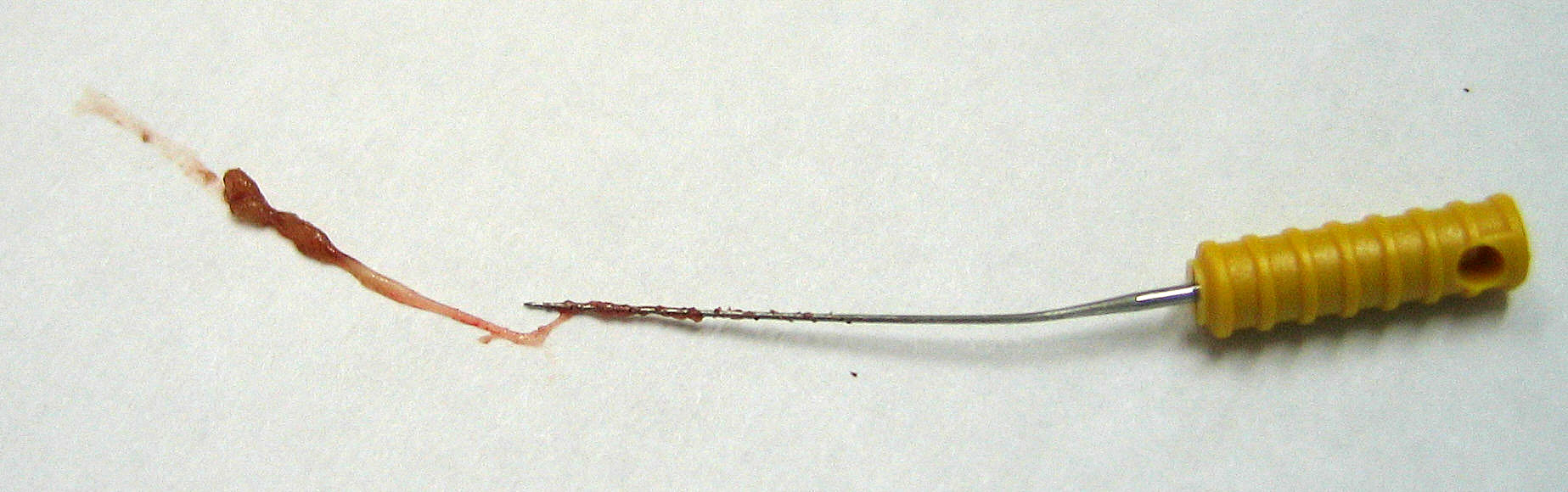
Tiranervi con il tessuto pulpare rimosso

La devitalizzazione è eseguita in anestesia locale, attraverso strumenti appositi (lime canalari, ovvero "file" endodontici) che alesano il canale o i canali radicolari, eliminando il loro contenuto di vasi e nervi fino all'apice del dente, e sigillando infine tutto il decorso canalare con appositi cementi e un materiale biologicamente non attivo (sterile, inerte, non riassorbibile) usato come riempitivo canalare, in genere la guttaperca calda, una resina naturale termoplastica, ovvero BioCalex. Il BioCalex (più noto come Endocal 10) è utilizzato dagli anni '70 in Europa, mentre è poco comune negli Stati Uniti, è una soluzione di ossido di calcio (aggiunto di ossido di zinco in acqua distillata e glicol-etilene) che ha i vantaggi di reagire e trasformarsi in idrossido di calcio e di solidificare in espansione, assicurando una maggiore chiusura che arriva a sigillare fino ai tubuli interni della dentina (diversamente dalla guttaperca che non aumenta in volume e si applica ai tre o quattro canali che irrorano il dente di sangue).
Se la devitalizzazione è eseguita in modo biologico, sono previsti una fase di lavaggio specifico per la rimozione dei metalli e minerali che ostruiscono i canali secondari e i tubuli, e l'utilizzo di idrossido di calcio (terapia ocalessica) per cementare, e di guttapercha senza metalli come riempitivo. Fra le metodiche di lavaggio e disinfezione: l'isolamento con diga di gomma per evitare la formazione di nuovi batteri (in particolare dalla saliva), iniezioni di ipoclorito di sodio (potente battericida), gli ultrasuoni intraradicolari e/o il nichel-titanio (strumenti rotanti azionati da manipoli elettrici).
Prima di chiudere il dente, per verificare che il riempitivo aderisca a sufficienza si verifica un eventuale gioco-luce per i singoli canali con rivelatore d'apice sensibile al decimo di millimetro, infine una seconda rx di controllo.
Spesso sono combinate queste tecniche, in particolare i bagni di ipoclorito e gli attrezzi al titanio; in alternativa, si utilizza la tecnica canalare laser assistita.
Il calore del laser è utilizzato per vaporizzare l'ipoclorito dei sodio e sterilizzare il dente, "bruciando" i residui organici e di batteri. Il laser può essere eseguito al termine di una o più delle altre tecniche citate (devitalizzazione laser assistita), oppure in alternativa a queste subito dopo i bagni di ipoclorito di sodio (devitalizzazione laser).
Esistono, dal 2010, laser a diodi in grado di aprire i tessuti corporei più resistenti come quelli dentali, tuttavia un'apertura della camera pulpare tramite laser non è utilizzata di frequente perché non presenta vantaggi rispetto alla chirurgia tradizionale: richiede comunque l'anestesia, più tempo rispetto a un'apertura con strumenti rotanti (trapano, ecc.), né è una tecnica miniinvasiva che evita il successivo impiego di strumenti a contatto con l'interno del dente.
Terminata la sigillatura dei canali, il dente può essere richiuso in vari modi: otturazione in materiale composito, ricostruzione con l'aggiunta di porcellana, inserimento di una capsula (con eventuale perno). La capsula viene applicata per garantire una maggiore resistenza alla pressione e una maggiore durata della devitalizzazione (soprattutto rispetto al rischio di rotture verticali del dente che difficilmente sono rioperabili e richiedono in genere l'asportazione).

In base alla quantità di dente che è stato necessario fresare per raggiungere i canali, se la quantità residua di dente non è sufficiente a garantire la solidità dell'otturazione, viene prima inserito un perno, sul quale andrà fissata la capsula. Il materiale del perno varia a seconda di quello prescelto per la capsula (fra le migliori quelle in oro-ceramica): perni in fibra di vetro/zirconio (colore bianco, per ricostruzioni estetiche), fibra di carbonio (colore nero), oppure oro. Altri materiali usati per le capsule sono la ceramica aggiunta di zirconio, oppure capsule sempre di ceramica con anima interna di metallo.
La rimozione di metalli e minerali è importante perché, se i canali del dente non sono completamente chiusi, i residui organici (minerali, polpa del dente, rimanenza di umidità non adeguatamente eliminata dopo il lavaggio e la disinfezione) non rimossi durante la devitalizzazione diventano il nutrimento di colture di batteri che proliferano nel dente devitalizzato, e producono tossine anaerobiche di origine batterica.
Secondo alcuni specialisti, non si tratta di un'eventualità improbabile, in quanto la chiusura dei canali principali delle radici, per quanto bene eseguita, non è in grado di estendersi ai numerosi e piccolissimi sottocanali che si dipartono da questi alla radice del dente, dove permangono batteri e residui organici, con formazione di tossine.
In questi casi, si forma un granuloma dentale nella parte terminale della radice, all'altezza del foro dove passano i nervi e i vasi sanguigni che nutrono il dente. Il tessuto di granulazione ha dimensioni che variano da quelle di una lenticchia a quelle di un pisello. A volte si presenta alla solita altezza, insieme ad una fistola gengivale, un'area di 1–2 mm rossa con al centro una zona purulenta o sanguinante. Il granuloma originato da un dente devitalizzato è silente e asintomatico per anni, identificabile con radiografie periodiche, più raramente dà luogo all'apice della radice a dolore lieve (parodontite periapicale cronica), o a dolore acuto (presenza di gonfiore della guancia, e resistenza agli analgesici).
Spesso è necessario ricorrere alla devitalizzazione di un dente quando una carie raggiunge il nervo (con rischio di ascesso se non trattata) e causa un dolore persistente, o quando si è costretti a limarlo per usarlo come pilastro di un particolare lavoro protesico (corona a giacca). Tale procedura assicura, con le tecniche "attuali" e se eseguita correttamente, la scomparsa del dolore e la sopravvivenza del dente trattato per lungo tempo.
Il dolore al dente cessa una volta asportato il nervo. Privato della polpa, il dente tende a disidratarsi e di frequente a rompersi sotto il carico della masticazione. In questi casi, occorre ricoprire il dente devitalizzato con una corona protesica (comunemente detta capsula).
Gli antibiotici hanno efficacia in presenza di un ascesso, ovvero di fuoriuscita di batteri e tossine nella gengiva e denti circostanti. Nulla possono contro il granuloma, che non è raggiungibile nemmeno dalle difese immunitarie, posto all'interno di un dente privo di vita.
Il dente devitalizzato subisce un processo di vetrificazione che lo rende più duro degli altri denti e al contempo più fragile e soggetto a rottura, anche con un normale carico masticatorio. In caso di rottura può essere effettuata una ricostruzione del dente con ceramica integrale, salvando la porzione di dente residua, ovvero l'incapsulamento con un perno di sostegno nella radice del dente; e se la radice del dente è compromessa, una implantologia con inserimento del perno nell'osso mandibolare.
L'utilizzo di leghe metalliche, in misura maggiore rispetto ad un metallo singolo, può generare un effetto galvanico in cui la corrente elettrica interferisce con la funzione elettrica della cellula nervosa. Se la lega corrosa libera ioni metallici, questi creano correnti galvaniche (un secondo effetto galvanico), variazioni del ph della saliva, sintomi di sistema oltreché locali perché gli ioni - per effetto termico ed elettroforetico - raggiungono il tratto gastro-intestinale, e tramite il sangue e la linfa arrivano con relativa facilità in organi molto lontani dalla bocca. Gli effetti delle correnti galvaniche e degli ioni liberati si verificano per qualsiasi metallo, e sono distinti dalla eventuale tossicità specifica del materiale utilizzato (per accumulo ecc).